# 차단 (투바 공화국)

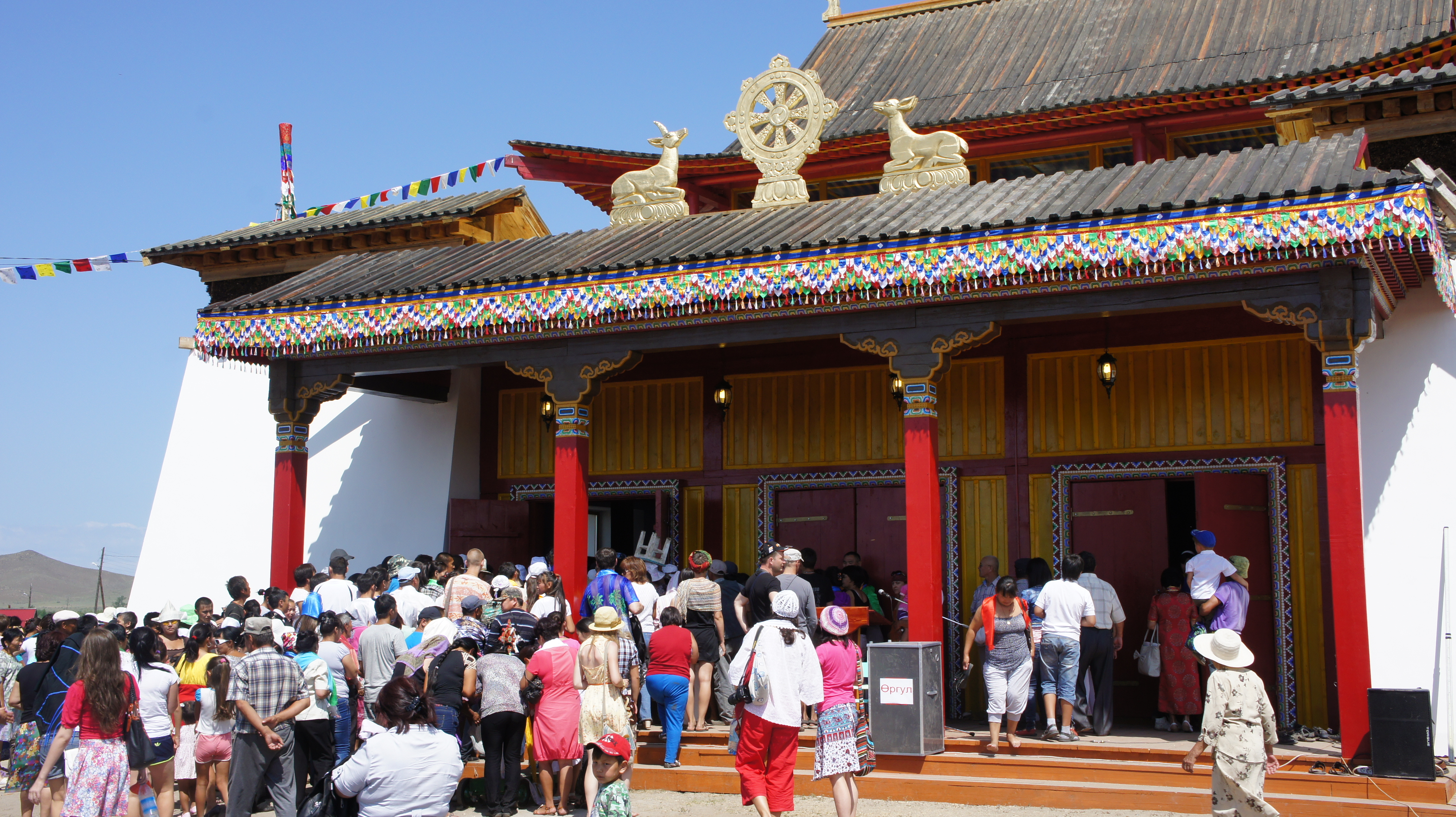

차단(러시아어: Чада́н, 투바어: Чадаана)은 러시아 투바 공화국에 위치한 도시로 인구는 9,035명(2010년 기준)이다. 키질(투바 공화국의 수도)에서 서쪽으로 224km 정도 떨어진 곳에 위치한다.